# Helmut Griem

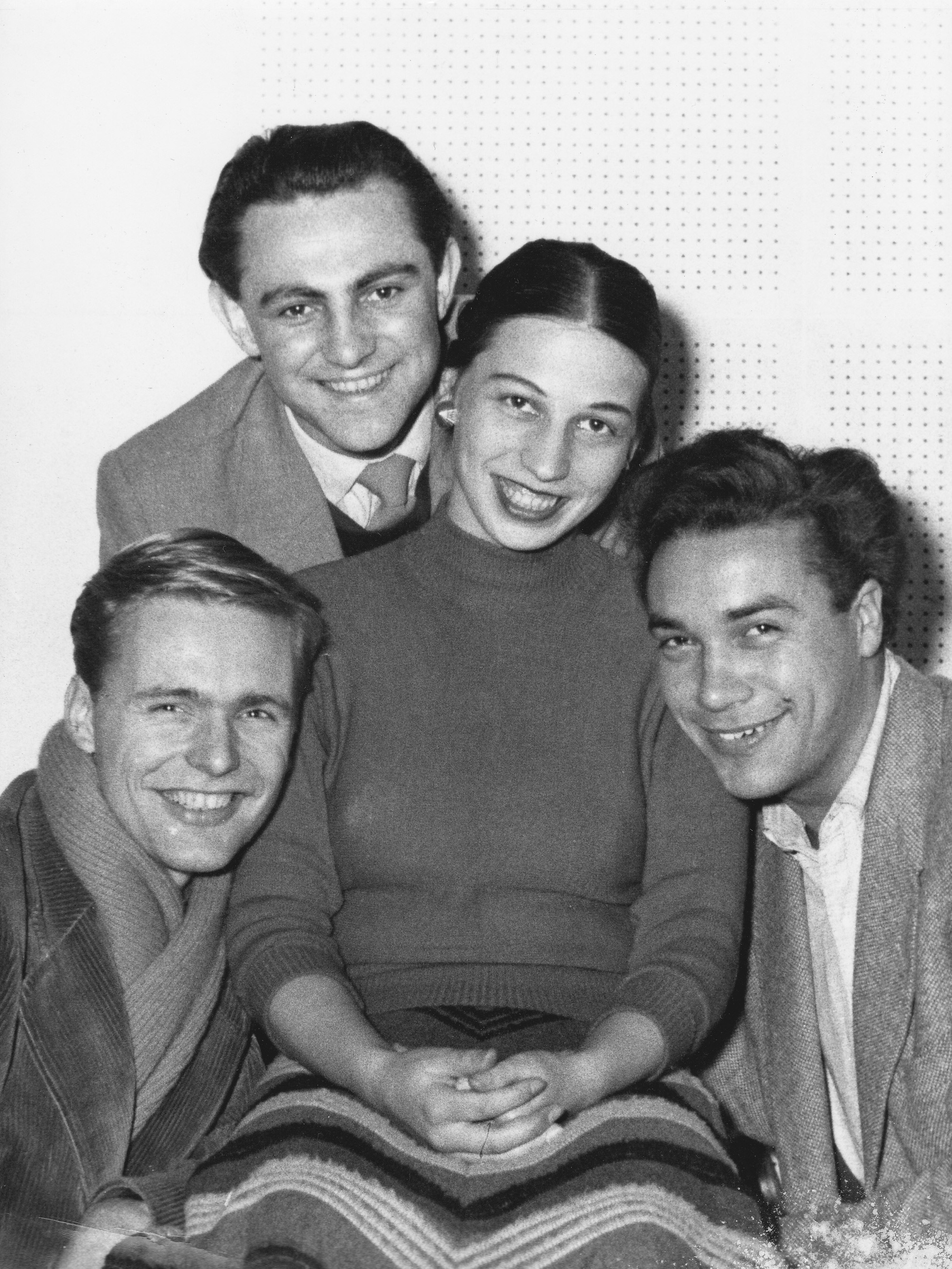
De izq. a der.: Helmut Griem, Dietrich Neuhaus, Käthe Straßburger y Nils Sustrate

Helmut Griem (6 de abril de 1932 – 19 de noviembre de 2004) fue un actor alemán, reconocido internacionalmente por su trabajo cinematográfico y televisivo.

## Biografía
Nacido en Hamburgo, Alemania, sus padres eran Walter Griem y Paula Rackebrandt. Se graduó en 1953 tras finalizar los estudios de secundaria (Abitur), y hasta 1956 estudió literatura y filosofía con el objetivo de hacerse periodista. Con el fin de ganar algún dinero para sus estudios, Griem trabajó como actor en grupos teatrales semiprofesionales. Estuvo un tiempo actuando en el cabaret Die Buchfinken y Griem, que no había pensado en dedicarse a la interpretación, acabó formando parte del teatro profesional de Lübeck. Allí recibió pronto el papel principal de la obra Die Regenmacher. En esa época pudo mantenerse económicamente gracias a la redacción de cuentos para periódicos y textos para emisiones radiofónicas.
A pesar de no haber acudido nunca a una escuela teatral, en unos pocos años pudo confirmarse como un estimado actor teatral. A finales de los años 1950 trabajó para Oscar Fritz Schuh en el Kölner Theater, y a lo largo de las décadas posteriores estuvo activo en los principales teatros en lengua alemana. Fue actor en el Teatro Thalia de Hamburgo y el Deutsches Schauspielhaus, también en Hamburgo, en el Burgtheater de Viena, el Staatliche Schauspielbühnen de Berlín, el Teatro de Cámara de Múnich y el Residenztheater de Múnich. En ellos interpretó primeros papeles en piezas de Lessing, Kleist, Goethe y Tennessee Williams. Su Faust – Vom Himmel durch die Welt zur Hölle, dirigido por Dieter Dorn, fue grabado en 1988 y emitido por televisión.
Desde 1960 Griem fue también actor cinematográfico, llegando a obtener ese año por su actuación en Fabrik der Offiziere el Premio Bambi al "mejor actor joven". Sin embargo, sus siguientes películas tuvieron poco éxito, por lo que en ocasiones se apartó del cine. Su gran oportunidad internacional llegó en 1969 con el papel de Obersturmbannführer de las SS en La caída de los dioses, cinta dirigida por Luchino Visconti. Volvió a rodar bajo las órdenes de Visconti tres años más tarde, en la película biográfica Ludwig. Tras su éxito internacional, Griem actuó en numerosas producciones de primer nivel, tanto alemanas como extranjeras. En el musical ganador de un Premio Oscar Cabaret (1972), dirigido por Bob Fosse, trabajó junto a Liza Minnelli y Michael York con el papel del Barón Maximilian von Heune.

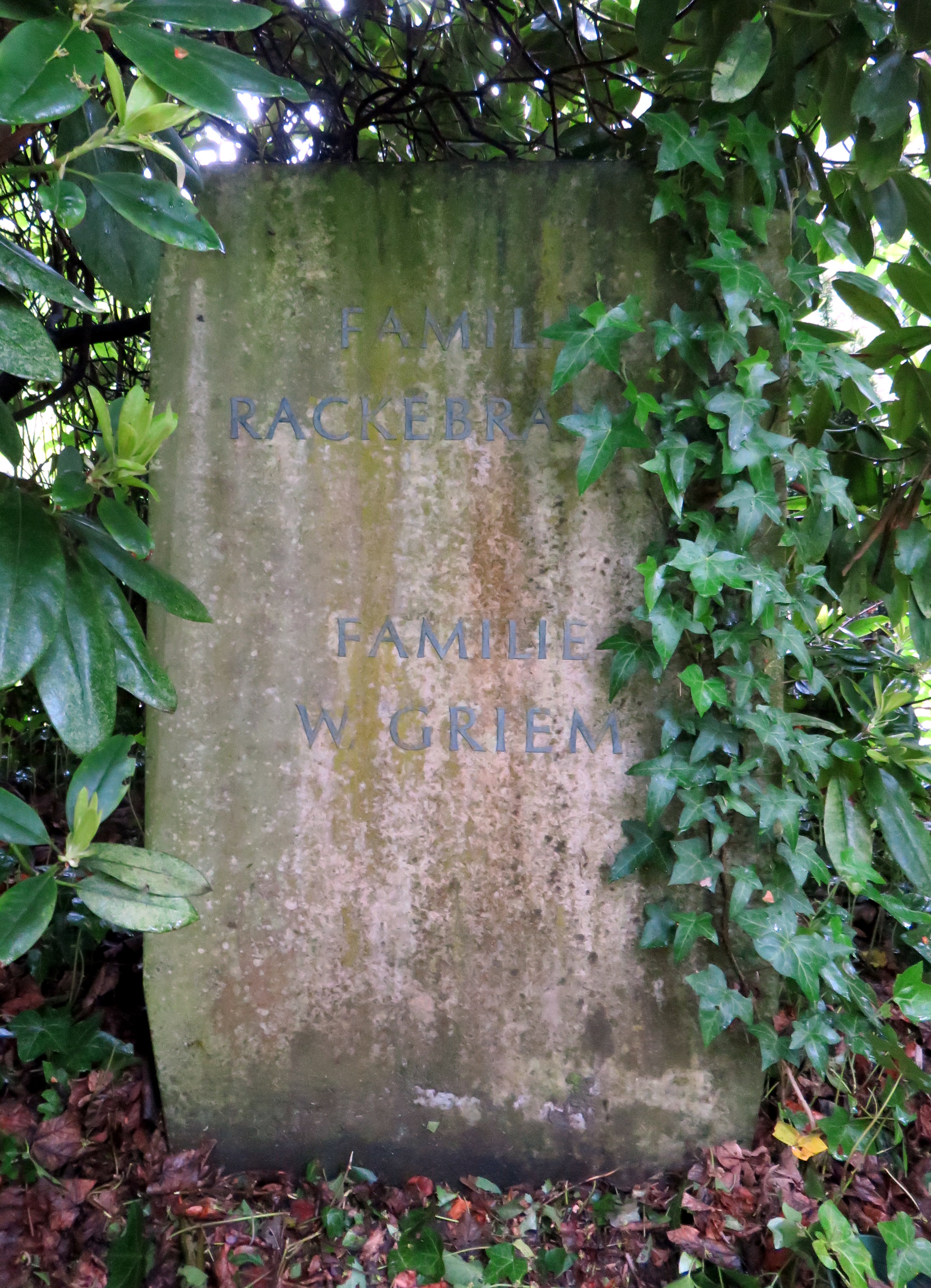
Familiengrabstätte Griem, Friedhof Ohlsdorf

Uno de sus papeles cinematográficos más destacados fue el de Hans Schnier en Ansichten eines Clowns (1975), adaptación de la novela homónima de Heinrich Böll. Entre los directores con los que trabajó figuran Volker Schlöndorff (Die Moral der Ruth Halbfass en 1972), Hans W. Geißendörfer (La celda de cristal en 1978), Rainer Werner Fassbinder (Berlin Alexanderplatz en 1980) y Jacques Rouffio (La passante du Sans-Souci en 1982).
A pesar de su gran éxito en el cine, el teatro siguió siendo el centro de su obra. Sobre todo en la última fase de su carrera, Helmut Griem también dirigió, como hizo en el Teatro de Cámara de Múnich con la obra Largo viaje hacia la noche, de Eugene O’Neill.
Además de todo ello, Griem fue también actor de voz, doblando a los intérpretes James Garner y Sam Shepard, entre otros.
Helmut Griem falleció en 2004 en Múnich, a causa de un cáncer. Tenía 72 años de edad. Fue enterrado en el Cementerio Ohlsdorf de Hamburgo, en la tumba familiar F14 cercana a la Capilla 4. Había estado casado con la actriz Helga Köhler desde el año 1973. Tuvieron un hijo llamado Philip.

## Teatro (selección)
- Kabale und Liebe, de Friedrich Schiller, dirección de Willi Schmidt
- Leonce und Lena, de Georg Büchner, dirección de Hans Bauer
- Como gustéis, de William Shakespeare, dirección de Willi Schmidt
- El zoo de cristal, de Tennessee Williams, dirección de Willi Schmidt
- Ricardo II, de William Shakespeare, dirección de Hans Lietzau
- El jardín de los cerezos, de Antón Chéjov, dirección de Hans Lietzau
- Der Menschenfreund, de Christopher Hampton, dirección de Dieter Dorn
- Prinz Friedrich von Homburg oder die Schlacht bei Fehrbellin, de Heinrich von Kleist, dirección de Hans Lietzau
- Las criadas, de Jean Genet, dirección de Dieter Dorn
- Philoktet, de Heiner Müller, dirección de Hans Lietzau
- Los bandidos, de Friedrich Schiller, dirección de Hans Lietzau
- Minna von Barnhelm, de Gotthold Ephraim Lessing, dirección de Dieter Dorn
- Ein Klotz am Bein, de Georges Feydeau, dirección de Dieter Dorn
- My Fair Lady, dirección de August Everding
- Der neue Prozess, de Peter Weiss, dirección de Dieter Dorn
- Troilo y Crésida, de William Shakespeare, dirección de Dieter Dorn
- Fausto, de Johann Wolfgang von Goethe, dirección de Dieter Dorn
- Tío Vania, de Antón Chéjov, dirección de Hans Lietzau
- Seid nett zu Mr. Sloane, de Joe Orton, dirección de Helmut Griem
- ¿Quién teme a Virginia Woolf?, de Edward Albee, dirección de Martin Meltke

## Filmografía (selección)
- 1958 : Die Brüder (telefilm)
- 1960 : Fabrik der Offiziere
- 1961 : Bis zum Ende aller Tage
- 1961 : Barbara
- 1961 : Der Traum von Lieschen Müller
- 1963 : À cause, à cause d'une femme
- 1963 : Sessel am Kamin (telefilm)
- 1965 : Cristinas Heimreise (telefilm)
- 1968 : Bel Ami (telefilm)
- 1969 : La caída de los dioses
- 1969 : The McKenzie Break
- 1972 : Cabaret
- 1972 : Die Moral der Ruth Halbfass
- 1972 : Ludwig
- 1975 : Children of Rage
- 1975 : Ansichten eines Clowns
- 1976 : El desierto de los tártaros
- 1976 : Voyage of the Damned
- 1978 : Die gläserne Zelle
- 1978 : Deutschland im Herbst
- 1979 : Breakthrough
- 1979 : Die Hamburger Krankheit
- 1980 : Kaltgestellt
- 1980 : Berlin Alexanderplatz (miniserie TV)
- 1981 : Stachel im Fleisch
- 1982 : La passante du Sans-Souci
- 1982 : Der Zauberberg
- 1982 : Versuchung (telefilm)
- 1982 : Die Wahlverwandtschaften (telefilm)
- 1986 : Caspar David Friedrich – Grenzen der Zeit
- 1986 : Peter the Great (miniserie TV)
- 1988 : Faust – Vom Himmel durch die Welt zur Hölle
- 1989 : Hard Days, Hard Nights
- 1990 : Stauffenberg – Verschwörung gegen Hitler (telefilm)
- 1993 : Verlassen Sie bitte Ihren Mann!
- 1993 : Charlemagne, le prince à cheval (miniserie TV)
- 1995 : Brennendes Herz
- 2000 : Das Traumschiff (serie TV), episodio Olympia 2000
- 2001 : Lourdes (telefilm)
- 2004 : Liebe auf Bewährung (telefilm)